# Vasteville
Vasteville är en kommun i departementet Manche i regionen Normandie i norra Frankrike. Kommunen ligger i kantonen Beaumont-Hague som tillhör arrondissementet Cherbourg. 2018 hade Vasteville 1 153 invånare.

## Befolkningsutveckling
Antalet invånare i kommunen Vasteville
| Referens: INSEE |